# Sylvia Trench
Sylvia Trench is een personage uit de James Bondfilms Dr. No (1962) en From Russia with Love (1963). Ze werd gespeeld door Eunice Gayson.
James Bond ontmoet haar in een casino in Londen als Bond op het hoofdkwartier moet komen. Trench speelt met Bond het kaartspelletje baccarat. Bond wint het spelletje en zegt tegen Trench voor het eerst de zin: Bond, James Bond. Nadat Bond te horen heeft gekregen dat hij op het hoofdkwartier moet komen, maakt hij een afspraakje met Trench. Later in Bonds huis betrapt hij Sylvia in zijn woonkamer als ze aan het golfen is. Bond zegt dat hij al snel moet vertrekken, maar hij heeft nog wel tijd voor een zoen met haar.
Ze komt terug in de tweede Bondfilm From Russia with Love, waar ze met Bond aan het vrijen is in een bos. Ze worden echter gebeld door Miss Moneypenny die Bond op het hoofdkwartier roept. Bond zorgt ervoor dat hij zich pas over een uur moet melden, en gaat nogmaals met Sylvia naar bed.

## Trivia
- Eunice Gayson zou oorspronkelijk in de zes eerste Bondfilms spelen, dit is echter niet doorgegaan want na From Russia with Love heeft ze niet meer in een Bondfilm gespeeld.